# Martha Carrillo
Martha Carrillo (Yucatán, 25 de outubro de 1963) é uma atriz e roteirista mexicana.

## Filmografia
- Y mañana será otro día (2018)
- Mujeres de negro (2016)
- A que no me dejas (2015/16)
- Quiero amarte (2013)
- Amor bravío (2012)
- Cuando me enamoro (2010/2011)
- En nombre del amor (2008/09)
- S.O.S.: Sexo y otros secretos (2007/08)
- Bajo la misma piel (2003)
- Atrévete a olvidarme (2001)
- Tres mujeres (1999/2000)
- Morir dos veces (1996)
- La Paloma (1995)
- Alondra (1995)